# Karl Twitchell
Pour les articles homonymes, voir Twitchell.
Karl Saben Twitchell (1885-1968) est un ingénieur minier américain originaire du Vermont, connu pour être un pionnier de l'exploration pétrolière en Arabie Saoudite.

## Biographie
Charles Crane, millionnaire américain très impliqué dans les affaires du monde arabe et proche du roi fit venir Twitchell (qu'il avait déjà employé au Yémen) pour rechercher de l'eau et des ressources minérales dans le royaume qu'Abdelaziz venait d'unifier. L'ingénieur, accompagné de sa femme Nora, débarque à Djeddah en 1931. Il recherche d'abord des aquifères, sans grand résultat. Sur le sujet de l'or, autre priorité, il arrive à la conclusion que les montagnes du Hedjaz ont un potentiel aurifère, mais qu'un énorme travail de prospection géologique est nécessaire.
Le roi le convoque à Riyad pour évoquer la question du pétrole : La SOCAL (Standard Oil of California, ancêtre de Chevron) recherchait du pétrole à Bahreïn, Abdelzaziz se demande si un potentiel pétrolier existe aussi sur la rive saoudienne du détroit. Après que SOCAL ait effectivement trouvé du pétrole à Bahreïn en 1932, Twitchell est renforcé dans sa conviction que du pétrole existe aussi en Arabie Saoudite. Le roi envisage de créer une compagnie nationale et propose à Twitchell la direction et une part de 20%, cependant, twitchell refuse, se considérant comme un ingénieur et non un homme d'affaires, et souffrant du mal du pays.
Il retourne aux États-Unis à la recherche d'investisseurs intéressés par le potentiel pétrolier saoudien, tâche difficile sachant que l'économie américaine est en pleine crise. Finalement, c'est à nouveau la SOCAL qui est intéressée, et Twitchell revient dans le pays en tant qu'employé de cette compagnie, pour négocier une concession. Il est à noter que Twitchell et la SOCAL ne sont pas les premiers à s'intéresser au pétrole saoudien, quelques années auparavant, le géologue néo-zélandais Frank Holmes, travaillant pour des intérêts anglais, explora la côte est du pays, mais il ne put continuer à la payer l'annuité et la concession fut supprimée en 1928.
Twitchell et le représentant de la SOCAL, Lloyd Hamilton, obtiennent une concession qui peut être considérée comme l'ancêtre de la Saudi Aramco.